# ラウターバッハ (ヘッセン)
ラウターバッハ (ドイツ語: Lauterbach, ドイツ語発音: [ˈla͜utɐbax]) は、ドイツ連邦共和国ヘッセン州フォーゲルスベルク郡の都市で、同郡の郡庁所在地である。この地名は、市内を流れるラウター川に由来する。

## 地理

### 位置
ラウターバッハは、フォーゲルスベルク山地の北東端ハイニヒ山の麓にあり、フルダから北西約 25 km にあたる。

### 隣接する市町村
ラウターバッハ市は、北はグレーベナウ、北東はシュリッツ、東はヴァルテンベルク、南はヘルプシュタイン、西はラウタータールおよびシュヴァルムタール（以上、いずれもフォーゲルスベルク郡）と境を接している。

### 市の構成
本市は、アルメンロート、ブリッツェンロート、フリッシュボルン、ヘプロス、マール、ロイタース、リムロス、ルートロス、ジッケンドルフ、ヴァレンロート、ヴェルンゲスの各市区からなる。

## 歴史
末尾に "-bach" が付く他の集落同様、ラウターバッハはフランク人の開墾・定住の時代（紀元後400年 - 800年）に創設された。この集落は、812年にシュリッツの教会の土地台帳に初めて記録されている。ラウターバッハは、中世にはフルダ修道院の広大な所領の一部であった。修道院長は聖職者であり、世俗の裁判を行わなかったため、この務めをなすために代官を置いた。12世紀以降、ツィーゲンハイン伯がフルダ修道院長からレーエンとしてこの代官職を得ていた。さらにアンガースバッハ付近を本拠地としていたヴァルテンベルク家を下級代官職に就けた。フルダ修道院長ベルト2世フォン・ライボルツとツィーゲンハイン伯ゴットフリート5世との間で起こった1265年のフェーデで、ヴァルテンベルクが代官側に付いたのに対して、ラウターバッハは修道院長を支持した。このフェーデはベルト修道院長が勝利した。修道院長はヴァルテンベルク城を破壊し、ラウターバッハに対しては1266年3月16日に都市権を与えることで報いた。街を防衛するため、市壁と新しい城が築かれた。
この街の所有権の関係はこれ以後極端に複雑となる。ラウターバッハが何度も借金の担保にされたためである。
15世紀から16世紀にかけて、既に周辺の土地の多くをその所領としていたリーデゼル家は、ラウターバッハを自らの領土にしようと画策した。これによりこの都市の領有権を巡ってフルダ修道院との間で苛烈な抗争が起こった。1526年にヘルマン2世リーデゼルの下で宗教改革が行われたことにより、この街はフルダ修道院と最終的に決別した。
公式には、1684年の協定によって初めて、ラウターバッハはリーデゼル家にレーエンとして移譲された。リーデゼル家の領主権は、独立した小領邦として1806年まで存続した。この年以降、ラウターバッハはヘッセン大公国に編入された。1852年、ラウターバッハは新たに創設された同名の郡の郡庁所在地となった。この郡は1972年にフォーゲルスベルク郡に統合された。
1972年の地域再編によって「市の構成」に挙げた集落がラウターバッハ市の市区として合併した。
2009年5月25日にこの街は、連邦政府から「多様性の街」の称号を与えられた。

## 行政

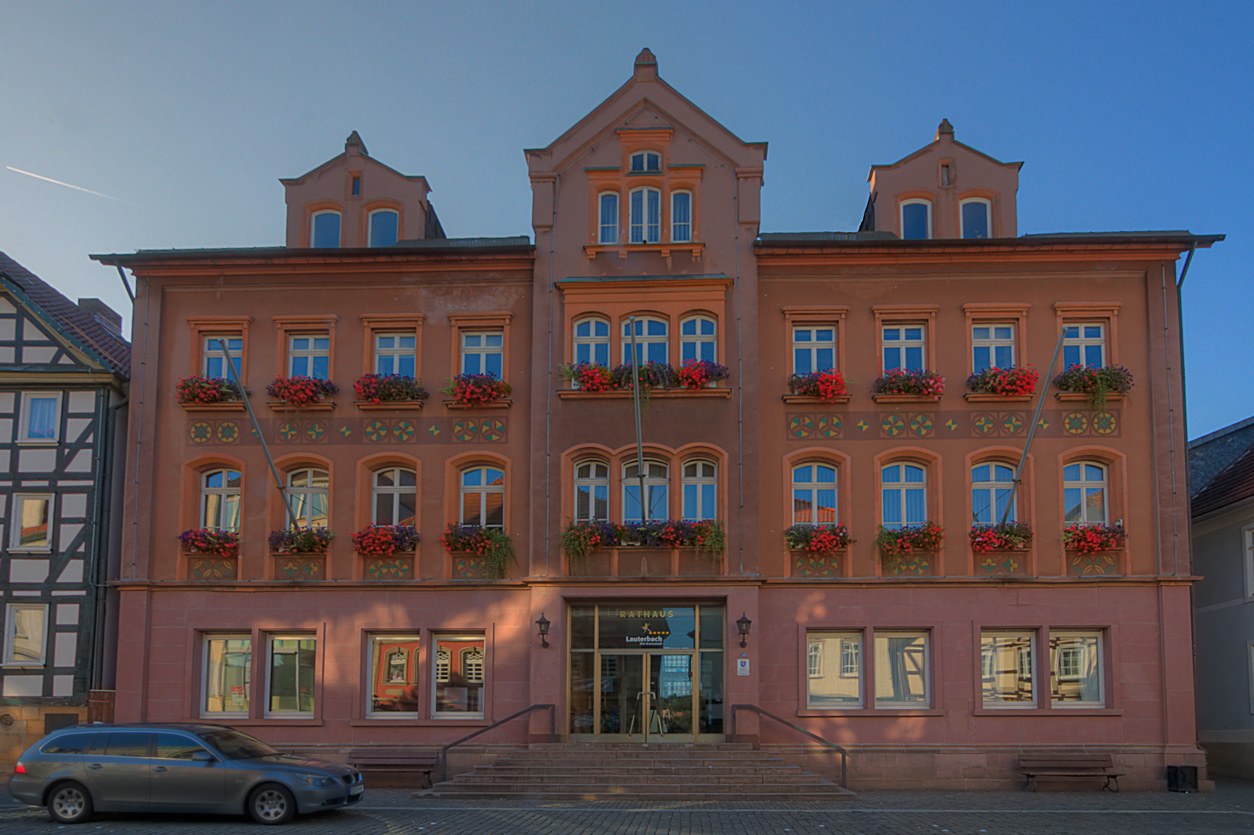
ラウターバッハ市庁舎

### 議会
ラウターバッハの市議会は、37議席からなる。
市参事会は、9人の市議会議員と市長で構成される。

### 首長
- 1948年 - 1954年: フリッツ・ガイスラー (FDP)
- 1954年 - 1979年: ヴィリ・フィードラー（無所属）
- 1979年 - 1981年: フランク・ムートラック（無所属）
- 1981年 - 1987年: ライナー・フィッセ (CDU)
- 1987年 - 1996年: オットー・ファルク (SPD)
- 1996年 - : ライナー＝ハンス・フォルメラー (CDU)

現在の市長ライナー＝ハンス・フォルメラーは、1996年10月1日以降のこの職にある。2002年4月28日と2008年1月27日にそれぞれ再選されている。

### 紋章
図柄: 金のユリをちりばめた青地に銀の甲冑を着け、左（向かって右）を向いた騎士。右手は銀の剣を支えにしてゴシック様式の盾を持つ。盾は赤地で緑の三峰から伸びる 3本の茎が付いたユリが描かれている。左手は盾と同じ配色の旗を付けた銀の槍。市の色は、青 - 白 - 金である。
解説: この紋章は、何世紀にもわたるフルダ修道院およびフルダ司教の影響を示している。騎士は騎士聖人の聖シンプリシウスである。彼は聖ボニファティウスの聖遺物をローマからフルダにもたらした。
騎士が持つ小盾と旗の 3本のユリは、シンプリシウスと2人の姉妹ファウスティヌスとベアトリクスを象徴する。赤い背景色は殉教を意味する。これらはフルダ市の紋章から採られた。

## 文化と見所

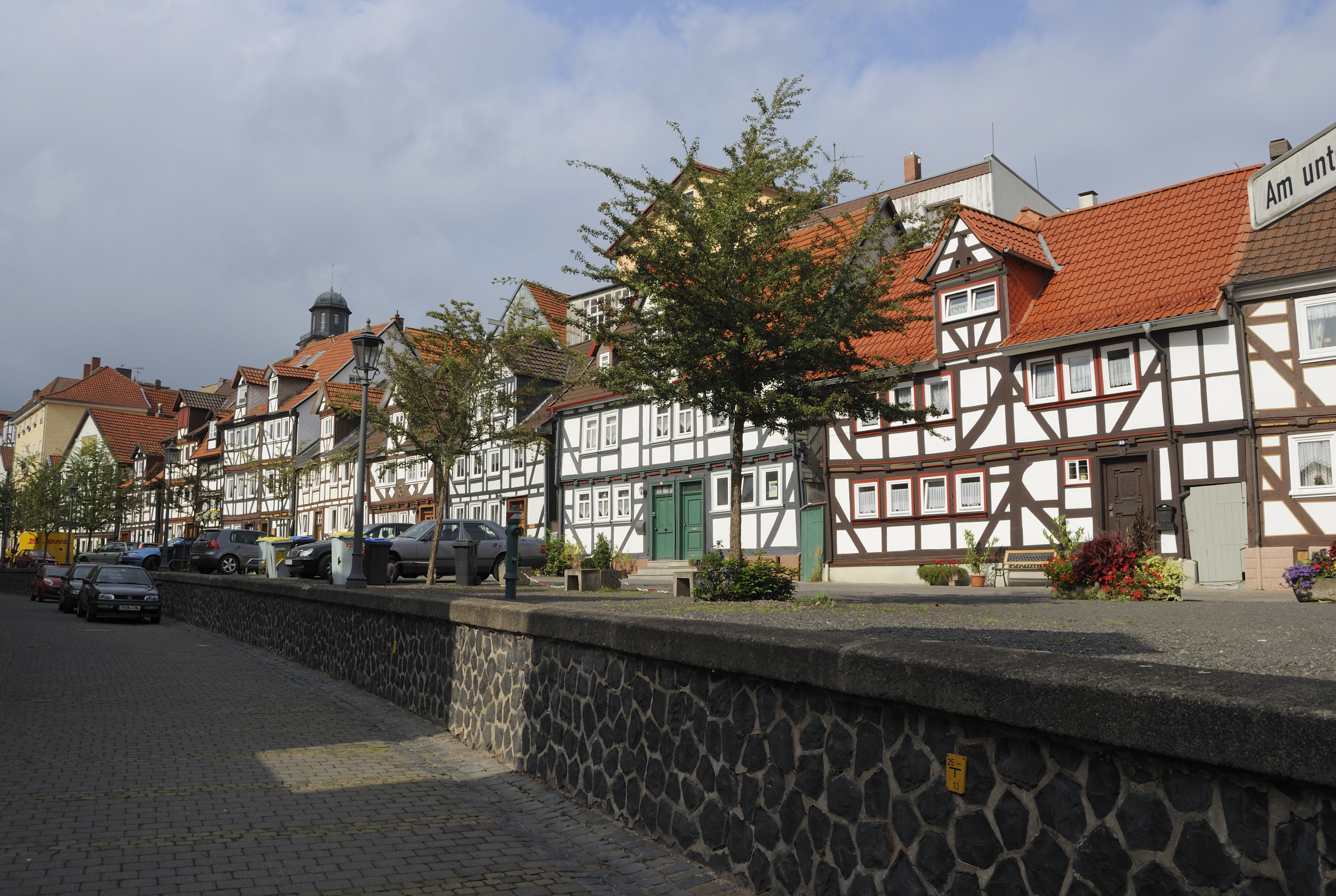
ラウターバッハの木組み建築の町並み

### 建造物
- アンカー塔: 本市の旧市壁および防衛施設で唯一現存する塔である。この塔の横からアンカー階段が始まっている。これはグラーベンからマルクト広場に登っている。アンカー塔やアンカー階段という名称は19世紀から使われた。この監視・防衛塔は、時に監獄としても利用された。開放式の回廊があった塔の先端部分に、現在は木組みの構造物が造られている。
- プロテスタントの市教会: 外側はバロック様式で、内部はロココ様式で建設された市教会は1768年に完成し、1820年に教会塔が増築された。現在ホーハウス博物館に収蔵されている二翼式のマリア祭壇はゴシック時代の先代の教会にあったものである。1400年頃に製作された聖母の石像、1906年製のヴァイグレ＝オルガンがあり、1973年に拡張された。5つの鐘は塔に吊り下げられている: 1. エルファーグロッケ（es1、1699年）、2. ビュルガーグロッケ（f1、1699年）、3. リーデゼル＝ゲデヒトニス＝グロッケ（g1、1950年）、4. ファーテルンザーグロッケ（b1、1950年）、5. シュトゥルムグロッケ（as2、1752年）。
- シュリットシュタイン（飛び石）: 現在、角石がある、ラウター川を渡渉することができる浅い場所では、1596年には既に同じような方法で渡渉が行われていた。かつてこの飛び石は、街の中央の飲み水の泉へ行くための近道として利用されていた。
- フリッシュボルンのアイゼンバッハ城: 今も住民がいるリーデゼル家アイゼンバッハ男爵の主城はには美しい公園が併設されており、散策に好適である。
- ワンパク小僧の記念碑: 2005年4月30日にライター川の川床に設置され公開されたブロンズ製の「ラウターバッハのワンパク小僧」は、1905年に製作された。記念碑は、巻き毛の子供が、雨傘を持って裸足で外にいる様子を象っている。このキャラクター付けは、Lauterbacher Strumpflied（ラウターバッハの靴下の歌「僕はラウターバッハで靴下をなくした」）によっている。この像はフランクフルトの画家ユリウス・ジーモンによってデザインされ、1904年にシュルツ教授によって修正された。初めは「ラウターバッハの子供」と呼ばれていた。現在この絵を掲げた「Der kleine Strolch」（ワンパク小僧）という名前のチーズ製品を販売している[3]。また、かつてラウターバッハで作られていたドイツ初のカマンベールチーズの商標は「Lauterbacher Strolch」（ラウターバッハのワンパク者）であった。
- ハイニヒ塔: 1907年に現在の姿となった展望塔で、市域の端にある。
- ジッケンドルフ地区のジッケンドルフ城: かつてのリーデゼル家の城館は、1882年に焼失し、1886年に新たに建造された。現在この城館はラウターバッハ・ゴルフクラブ e.V. のクラブハウスとなっている。このゴルフ場にはドライビング・レンジが 1カ所、6ホールの練習コース、大規模な 18ホールのコースがある。

- アンカー塔
- ラウターバッハの市教会
- シュリットシュタイン（飛び石）
- アイゼンバッハ城
- ワンパク小僧の記念碑
- ハイニヒ塔

### 年中行事
- 「プレミアムマーケット」は、聖体の祝日前の土曜日から聖体の祝日後の日曜日まで開催される。オーバーヘッセン最大の世俗祭であり、都市権および市場開催権が与えられた1266年から毎年開催されている。このマーケットでは、表彰を伴う家畜ショー（火曜日）、小売り市（水曜日）、移動遊園地などがある。遊園地は会期中楽しめる。
- 「ラウターバッハの市祭」は毎年9月の第2週末に開催される。これに合わせてクラシックカーのパレードや陶器市が開かれる。この地域を超えて有名な手工芸品市には国内外から数多くの陶器が「ゴルデン・エーゼル」前広場に集められる。この市には、自らの工房で造られた陶器だけを出店することができる。市祭の間、ラウターバッハ交通協会は、ラウターバッハ周辺で功績があり、外に向かって顕彰すべき人物に「Ehrenstrolch」（名誉ワンパク者）の称号を贈っている。
- 「秋の市」は毎年11月の第1日曜日に開催される。ドイツ全土からの市場商人や、市内の店を開けた小売店で買い物ができ、情報が得られる。これに合わせて、アドルフ＝シュピース＝ハレで工芸品・民芸品市が開かれる。
- 「聖霊降臨祭の音楽の日」は、毎年、聖霊降臨祭の土曜日の朝に始まり、聖霊降臨祭の月曜日の夜に終わる。
- ラウターバッハのクリスマスマーケット
- クリスマスイブにプロテスタントの市教会の教会塔で「クリストキントヴィーゲン」（幼子キリストのゆりかご）が開催される。
- マルクト広場で毎週木曜日に開催される週の市では、新鮮な果物や野菜、その他の生活用品が商われる。
- ラウターバッハのユースホステルは、毎年開催される「ハープ会」や「ハープの夏」の会場である。

### 名物料理・食材
- ラウターバッハ・ビールは1527年からヘッセンで最も古いビールとして醸造されている。
- ザルツェクーヒェン: パン生地とジャガイモをベースとする焼き菓子。
- ボイテルヒェス: 小麦粉の団子、ベーコン、その他の調味料を亜麻の袋の中で熱湯で茹でたもの

## 経済と社会資本

### 地元企業
- ラウターバッヒャー・ブルクブラウエライ - ブルワリー
- R.&M.ヴェーゲナー - ドイツ最古の帽子工場
- STI - グスタフ・シュターベルナックGmbH - 包装、販売ディスプレイ
- ヴォトロニック GmbH&Co Kg - 充電器
- ハイスナー GmbH - 作庭用品、庭に飾る小さな陶器の人形で知られる
- バルツァー GmbH - 釣り用品

### 交通
市内を連邦道 B254号線およびB275号線が通っており、ラウターバッハを経由して連邦アウトバーン A7号線およびA5号線に接続する。
ラウターバッハは、フォーゲルスベルク鉄道ギーセン - フルダ線のラウターバッハ (ヘッセン) 北駅を介して鉄道網に接続している。
ラウターバッハは、旧鉄道路線シュトックハイム - ラウターバッハ線（元々はフォーゲルスベルク鉄道と呼ばれていたが、後にオーバーヴァルト鉄道と呼ばれるようになった）の軌道跡を通るブルカン自転車道の始点である。この自転車道は、ヘッセン広域自転車道 R2号線および R7号線に接続する。

## 人物

### 出身者
- フリードリヒ・アドルフ・リーデゼル（1738年 - 1800年）ブラウンシュヴァイク＝ヴォルフェンビュッテル侯領の将軍で、アメリカ独立戦争でイギリス軍を率いた。

### ゆかりの人物
- ペーター・グリューンベルク（1939年 - ）物理学者。2007年 ノーベル物理学賞受賞者。幼少期をラウターバッハで育った。
- ヴォルフガング・ゲルハルト（1943年 - ）FDP党首（1995年 - 2001年）

## 引用
1. ↑  Hessisches Statistisches Landesamt: Bevölkerung in Hessen am 31.12.2023 (Landkreise, kreisfreie Städte und Gemeinden, Einwohnerzahlen auf Grundlage des Zensus 2011)]
2. ↑  2011年3月27日の市議会議員選挙結果、ヘッセン州統計局（2012年7月22日 閲覧）
3. ↑  Fuldaer Zeitung、2008年12月24日付け 地方面（第18面）